# シュヴァーベン大公
シュヴァーベン大公（シュヴァーベンたいこう）は、神聖ローマ帝国の部族大公。ドイツ南西部からスイスにかけてのシュヴァーベン公国を支配した。領域についてはシュヴァーベンを参照。

## 歴史
シュヴァーベン大公は917年頃、在地貴族のブルヒャルト2世が前シュヴァーベン宮中伯エルハンガーの処刑後にシュヴァーベンの支配権を得たのが始まりである。ドイツでは911年のカロリング朝の断絶を受けて、まずフランケンのコンラート1世が東フランク王（ドイツ王）に選出されたものの、本拠であるフランケン以外の地域には権力を及ぼすことが出来なかった。そこで919年にコンラート1世の跡を継いだハインリヒ1世（捕鳥王）は在地貴族のブルヒャルト2世を大公とし、その権力を追認する代わりに自身の王位への支持を取り付けた。926年にブルヒャルト2世が死去すると、ブルヒャルト2世に男子相続人がいたにもかかわらず、ハインリヒ1世はこの地とは無縁のコンラディン家のヘルマン1世を大公とし、この地の支配権獲得を狙った。
949年にヘルマン1世が死去すると、シュヴァーベン大公はヘルマン1世の婿でもあったオットー大帝の息子リウドルフに受け継がれた。982年にリウドルフの息子オットー1世が死去するとコンラディン家のコンラート1世が跡を継ぎ、以降1012年までコンラディン家が大公位を独占した。
1077年、ハインリヒ4世が教皇グレゴリウス7世によって破門される（カノッサの屈辱）と、ラインフェルデン家のシュヴァーベン大公ルドルフは皇帝に反旗を翻し、ローマ王（ドイツ王）を称した（対立王）。1080年にルドルフが死去するとその息子のベルトルト1世とシュタウフェン家で親ハインリヒ4世派のフリードリヒ1世が大公位を争った。
1090年にベルトルト1世が死んでラインフェルデン家が断絶すると、ツェーリンゲン家出身で義弟のベルトルト2世がその所領を受け継いでシュヴァーベン大公を称し、シュタウフェン家と争った。両派の和解が成立するのは1098年のマインツの和で、これによってシュタウフェン家が正統なシュヴァーベン大公となり、ツェーリンゲン家は大公権力の一部と大公位を保持した（ツェーリンゲン大公）。
1127年にシュタウフェン家のコンラート3世がローマ王となってホーエンシュタウフェン朝を創始すると、シュヴァーベン大公位はホーエンシュタウフェン朝のイタリア政策の要として、王朝内で継承された。1268年にホーエンシュタウフェン朝が断絶するとシュヴァーベン大公も消滅した。
シュヴァーベン大公の所領の多くは大空位時代にヴュルテンベルク伯に回収された。なお、ツェーリンゲン大公の所領はキーブルク伯家を通じてハプスブルク家に受け継がれたが、後にスイスに奪われた。

## 歴代領主一覧

### シュヴァーベン大公
- ブルヒャルト2世（在位：917年 - 926年） - ブルヒャルディング家（フンフリディング家）、ブルヒャルト1世の子
- ヘルマン1世（在位：926年 - 949年） - コンラディン家、ブルヒャルト2世の寡婦レゲリンダと結婚
- リウドルフ（在位：950年 - 954年） - リウドルフィング家、ヘルマン1世の娘イーダと結婚
- ブルヒャルト3世（在位：954年 - 973年） - ブルヒャルディング家、ブルヒャルト2世の子
- オットー1世（在位：973年 - 982年） - リウドルフィング家、リウドルフの子

#### コンラディン家
- コンラート1世（在位：982年 - 997年）
- ヘルマン2世（在位：997年 - 1003年）
- ヘルマン3世（在位：1003年 - 1012年）

#### バーベンベルク家
- エルンスト1世（在位：1012年 - 1015年） - ヘルマン2世の娘ギーゼラと結婚
- エルンスト2世（在位：1015年 - 1030年）
- ヘルマン4世（在位：1030年 - 1038年）

#### ザリエル朝
- ハインリヒ1世（在位：1038年 - 1045年） - 後の神聖ローマ皇帝ハインリヒ3世

#### エッツォ家
- オットー2世（在位：1045年 - 1047年）

#### バーベンベルク家（シュヴァインフルト家）
- オットー3世（在位：1048年 - 1057年）

#### ラインフェルデン家
- ルドルフ1世（在位：1057年 - 1079年）
- ベルトルト1世（対立大公。在位：1079年 - 1090年）

#### ツェーリンゲン家
- ベルトルト2世（対立大公。在位：1090年 - 1098年。1098年、マインツの和） - ルドルフ1世の娘アグネスと結婚

#### ホーエンシュタウフェン朝
- フリードリヒ1世（在位：1080年 - 1105年）
- フリードリヒ2世独眼公（在位：1105年 - 1147年）
- フリードリヒ3世赤髯公（在位：1147年 - 1152年）
- フリードリヒ4世（在位：1152年 - 1167年）
- フリードリヒ5世（在位：1167年 - 1170年）
- フリードリヒ6世（在位：1170年 - 1191年）
- コンラート2世（在位：1191年 - 1196年）
- フィリップ（在位：1196年 - 1208年）

#### ヴェルフ家
- オットー4世（在位：1208年 - 1212年）

#### ホーエンシュタウフェン朝
- フリードリヒ7世（在位：1212年 - 1216年）
- ハインリヒ2世（在位：1216年 - 1235年）
- コンラート3世（在位：1235年 - 1246年）
- コンラーディン（在位：1262年 - 1268年）

#### ハプスブルク家
- ルドルフ2世（在位：1273年 - 1290年）
- ヨハン（在位：1290年 - 1313年）